# Dido Armstrong
Dido Florian Cloud De Bounevialle O'Malley Armstrong (Kensington (Londen), 25 december 1971) is een Britse zangeres met tevens de Ierse nationaliteit. Ze staat bekend onder haar artiestennaam Dido.

## Biografie
Dido werd geboren als dochter van een Ierse vader en Engelse moeder van Franse afkomst. Dido begon toen ze vijf jaar was met het bespelen van blokfluit op school. Een jaar later werd ze toegelaten tot de Guildhall School of Music in Londen. Toen ze tien was, speelde ze naast blokfluit ook piano en viool. Tijdens haar tienerjaren draaide ze de platen van haar broer en toerde ze door het Verenigd Koninkrijk met haar klassiekemuziek-gezelschap.
Op haar zestiende raakte ze in de ban van Ella Fitzgerald. Ze begon in verschillende bands in en rondom Londen te zingen, hoewel haar broer Rollo (dj en producer bij de succesvolle groep Faithless) haar adviseerde haar baan niet op te geven. Ze was onder andere te horen op het debuutalbum van Faithless uit 1995. De volgende twee jaar toerde Dido met Faithless en elke keer wanneer ze terug in Londen was, nam ze ook demo's van haar eigen liedjes op.
Zo begon de opname van haar debuutalbum No angel. De combinatie van Dido's liefde voor warme akoestische klanken en haar broers fascinatie voor beats en alles wat elektronisch is, maakt het album zowel nieuw als klassiek tegelijk. De grote doorbraak bereikte ze toen Eminem een gedeelte van haar nummer Thank you gebruikte voor zijn hit Stan. Hierna bereikten ook enkele singles van No angel de hitparades. Haar nummer Here with me werd gebruikt als themamuziek voor de televisieserie Roswell.
In 2003 kwam Dido terug met haar album Life for rent. Dit album werd nog succesvoller dan het vorige en ging wereldwijd miljoenen malen over de toonbank. De eerste singles White Flag en Life for rent werden grote hits. Ook de singles Don't leave home en Sand in my shoes kwamen van dit album, maar werden minder grote hits.
In 2004 maakte Dido bekend dat ze in 2005 een jaar rust zou nemen, maar ze was toch weer te zien op het Live 8-festival. Ondertussen was Dido al een tijd in Los Angeles bezig met de opnames en het schrijven van nummers voor haar derde album. Safe Trip Home verscheen op 17 november 2008. De eerste single daaruit heet Don't believe in love.
In november 2010 werkte Dido samen met A.R. Rahman aan de filmsoundtrack voor 127 Hours. In januari 2011 werd Dido's nummer If I rise, een duet met A.R. Rahman, genomineerd voor een Oscar.
In maart 2013 verscheen Dido's album Girl who got away. Op 7 januari 2013 werd de eerste single daarvan gepresenteerd, No freedom. Haar vijfde studioalbum, Still on my mind, werd uitgebracht in maart 2019.

### Privéleven
Dido verbrak in 1999, kort na de verschijning van het album No angel, de relatie met haar verloofde, entertainmentadvocaat Bob Page. Het paar had zeven jaar een relatie.
In juli 2011 kregen Dido en haar man Rohan Gavin een zoon.
Dido is een supporter van voetbalclub Arsenal.

## Discografie

### Albums
- No angel, 1999
- Life for rent, 2003
- Safe trip home, 2008
- Girl who got away, 2013
- Still on my mind, 2019

### Singles
- Thank you, 2000 (1998)
- Stan, 2000
- Here with me, 2001
- Hunter, 2001
- One step too far, 2002
- White flag, 2003
- Life for rent, 2003
- Don't leave home, 2004
- Sand in my shoes, 2004
- Don't believe in love, 2008
- Feelin good, 2010
- No freedom, 2013
- End of night, 2013
- Friends, 2018
- Thank you (not so bad), 2023 (remix door Dimitri Vegas & Like Mike × Tiësto × W&W)

## Videografie
- Live at Brixton Academy, 2005

## Hitlijsten

### Albums
| Album met eventuele hitnotering(en) in de Nederlandse Album Top 100 | Datum van verschijnen | Datum van binnenkomst | Hoogste positie | Aantal weken | Opmerkingen |
| ------------------------------------------------------------------- | --------------------- | --------------------- | --------------- | ------------ | ----------- |
| No Angel                                                            | 1999                  | 12-01-2001            | 3               | 64           |             |
| Life for Rent                                                       | 2003                  | 04-10-2003            | 1(6wk)          | 96           | 2x Platina  |
| Safe Rip Home                                                       | 2008                  | 22-11-2008            | 8               | 12           |             |
| Girl Who Got Away                                                   | 2013                  | 09-03-2013            | 8               | 5            |             |
| Still on My Mind                                                    | 2019                  | 16-03-2019            | 10              | 12           |             |

| Album met hitnotering(en) in de Vlaamse Ultratop 200 albums | Datum van verschijnen | Datum van binnenkomst | Hoogste positie | Aantal weken | Opmerkingen |
| ----------------------------------------------------------- | --------------------- | --------------------- | --------------- | ------------ | ----------- |
| No Angel                                                    | 01-06-1999            | 03-02-2001            | 3               | 78           |             |
| Life for Rent                                               | 29-09-2003            | 04-10-2003            | 1(3wk)          | 88           | 2x Platina  |
| Safe Trip Home                                              | 14-11-2008            | 22-11-2008            | 9               | 14           | Goud        |
| Girl Who Got Away                                           | 01-03-2013            | 09-03-2013            | 14              | 18           |             |
| Greatest Hits                                               | 22-11-2013            | 30-11-2013            | 81              | 5            |             |
| Still on My Mind                                            | 08-03-2019            | 16-03-2019            | 10              | 3*           |             |

### Singles
| Single met eventuele hitnotering(en) in de Nederlandse Top 40 | Datum van verschijnen | Datum van binnenkomst | Hoogste positie | Aantal weken | Opmerkingen                                           |
| ------------------------------------------------------------- | --------------------- | --------------------- | --------------- | ------------ | ----------------------------------------------------- |
| Stan                                                          | 2000                  | 09-12-2000            | 2               | 11           | met Eminem / Nr. 3 in de Single Top 100 / Alarmschijf |
| Here with Me                                                  | 2001                  | 03-02-2001            | 14              | 8            | Nr. 22 in de Single Top 100                           |
| Thank You                                                     | 2001                  | 26-05-2001            | 18              | 7            | Nr. 29 in de Single Top 100 / Alarmschijf             |
| Hunter                                                        | 2001                  | 28-07-2001            | tip1            | -            | Nr. 73 in de Single Top 100                           |
| One Step Too Far                                              | 2002                  | 25-05-2002            | 37              | 2            | met Faithless / Nr. 47 in de Single Top 100           |
| White Flag                                                    | 2003                  | 20-09-2003            | 4               | 20           | Nr. 5 in de Single Top 100                            |
| Life for Rent                                                 | 2003                  | 27-12-2003            | 11              | 12           | Nr. 24 in de Single Top 100 / Alarmschijf             |
| Don't Leave Home                                              | 2004                  | 08-05-2004            | 36              | 5            | Nr. 38 in de Single Top 100                           |
| Sand in My Shoes                                              | 2004                  | 02-10-2004            | 37              | 3            | Nr. 59 in de Single Top 100                           |
| Don't Believe in Love                                         | 2008                  | 27-09-2008            | tip16           | -            | Nr. 83 in de Single Top 100                           |
| No Freedom                                                    | 2013                  | -                     |                 |              | Nr. 98 in de Single Top 100                           |

| Single met hitnotering(en) in de Vlaamse Ultratop 50 | Datum van verschijnen | Datum van binnenkomst | Hoogste positie | Aantal weken | Opmerkingen                             |
| ---------------------------------------------------- | --------------------- | --------------------- | --------------- | ------------ | --------------------------------------- |
| Stan                                                 | 20-11-2000            | 23-12-2000            | 3               | 17           | met Eminem / Nr. 3 in de Radio 2 Top 30 |
| Here with Me                                         | 05-02-2001            | 24-02-2001            | 7               | 14           | Nr. 6 in de Radio 2 Top 30              |
| Thank You                                            | 21-05-2001            | 02-06-2001            | 22              | 5            | Nr. 9 in de Radio 2 Top 30              |
| Hunter                                               | 10-09-2001            | 22-09-2001            | tip7            | -            |                                         |
| One Step Too Far                                     | 08-04-2002            | 20-04-2002            | tip6            | -            | met Faithless                           |
| White Flag                                           | 01-09-2003            | 13-09-2003            | 3               | 19           | Nr. 3 in de Radio 2 Top 30              |
| Life for Rent                                        | 01-12-2003            | 20-12-2003            | 27              | 9            | Nr. 18 in de Radio 2 Top 30             |
| Don't Leave Home                                     | 26-04-2004            | 15-05-2004            | 50              | 1            |                                         |
| Sand in My Shoes                                     | 20-09-2004            | 02-10-2004            | tip15           | -            |                                         |
| Don't Believe in Love                                | 14-11-2008            | 18-10-2008            | 45              | 1            |                                         |
| Feelin Good                                          | 27-09-2010            | 16-10-2010            | tip38           | -            | met Faithless                           |
| No Freedom                                           | 07-01-2013            | 16-03-2013            | 43              | 1            | Nr. 28 in de Radio 2 Top 30             |
| End of Night                                         | 11-03-2013            | 30-03-2013            | tip38           | -            |                                         |
| Friends                                              | 21-12-2018            | 09-02-2019            | tip             | -            |                                         |
| My Boy                                               | 2019                  | 21-12-2019            | tip38           | -            |                                         |

### NPO Radio 2 Top 2000
| Nummers met noteringen in de NPO Radio 2 Top 2000 | '04 | '05 | '06  | '07  | '08  | '09 | '10  | '11  | '12  | '13  | '14  | '15  | '16  | '17  | '18  | '19  | '20  | '21  | '22  | '23  | '24  |
| ------------------------------------------------- | --- | --- | ---- | ---- | ---- | --- | ---- | ---- | ---- | ---- | ---- | ---- | ---- | ---- | ---- | ---- | ---- | ---- | ---- | ---- | ---- |
| Life for Rent                                     | 559 | 702 | 1296 | 1677 | 1245 | -   | 1907 | 1886 | -    | -    | -    | -    | -    | -    | -    | -    | -    | -    | -    | -    | -    |
| Stan (met Eminem)                                 | -   | -   | -    | -    | -    | -   | -    | -    | -    | -    | -    | 618  | 619  | 489  | 259  | 379  | 349  | 376  | 239  | 226  | 256  |
| White Flag                                        | 57  | 164 | 448  | 634  | 322  | 980 | 967  | 1017 | 1232 | 1211 | 1363 | 1511 | 1466 | 1566 | 1463 | 1712 | 1812 | 1757 | 1736 | 1732 | 1627 |

1. ↑  Een '-' betekent dat het nummer niet was genoteerd en een vetgedrukt getal geeft de hoogste notering van een nummer aan.
2. ↑  2004 was het eerste jaar met een notering voor Dido Armstrong.

### Dvd's
| Dvd's met hitnoteringen in de Nederlandse Music Top 30 | Datum van verschijnen | Datum van binnenkomst | Hoogste positie | Aantal weken | Opmerkingen |
| ------------------------------------------------------ | --------------------- | --------------------- | --------------- | ------------ | ----------- |
| Live at Brixton Academy                                | 2005                  | 18-06-2005            | 2               | 23           |             |